# Världsmästerskapet i innebandy för herrar 2010
Världsmästerskapet i innebandy för herrar 2010 var det åttonde världsmästerskapet i innebandy, arrangerat av IFF. Det spelades i Helsingfors och Vanda i Finland mellan den 4 och 11 december 2010.
Finland vann guldet efter seger mot Sverige med 6-2 i finalen, och Tjeckien tog bronset efter 9-3 mot Schweiz.

## Kvalificerade länder

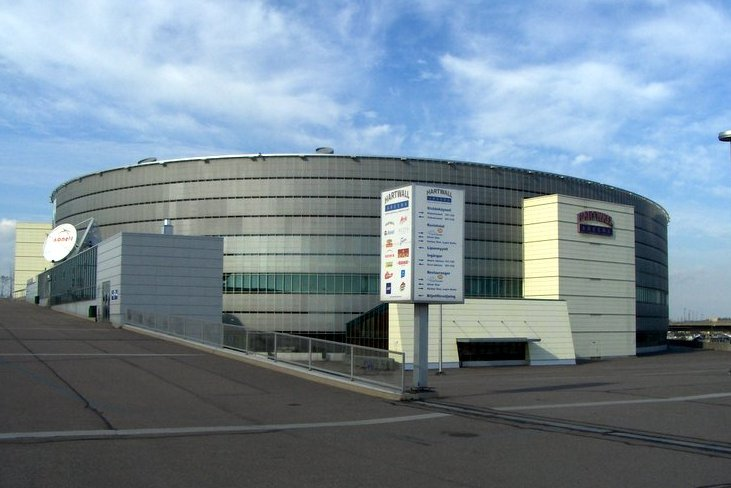
Matcharenan Hartwall Arena i Helsingfors

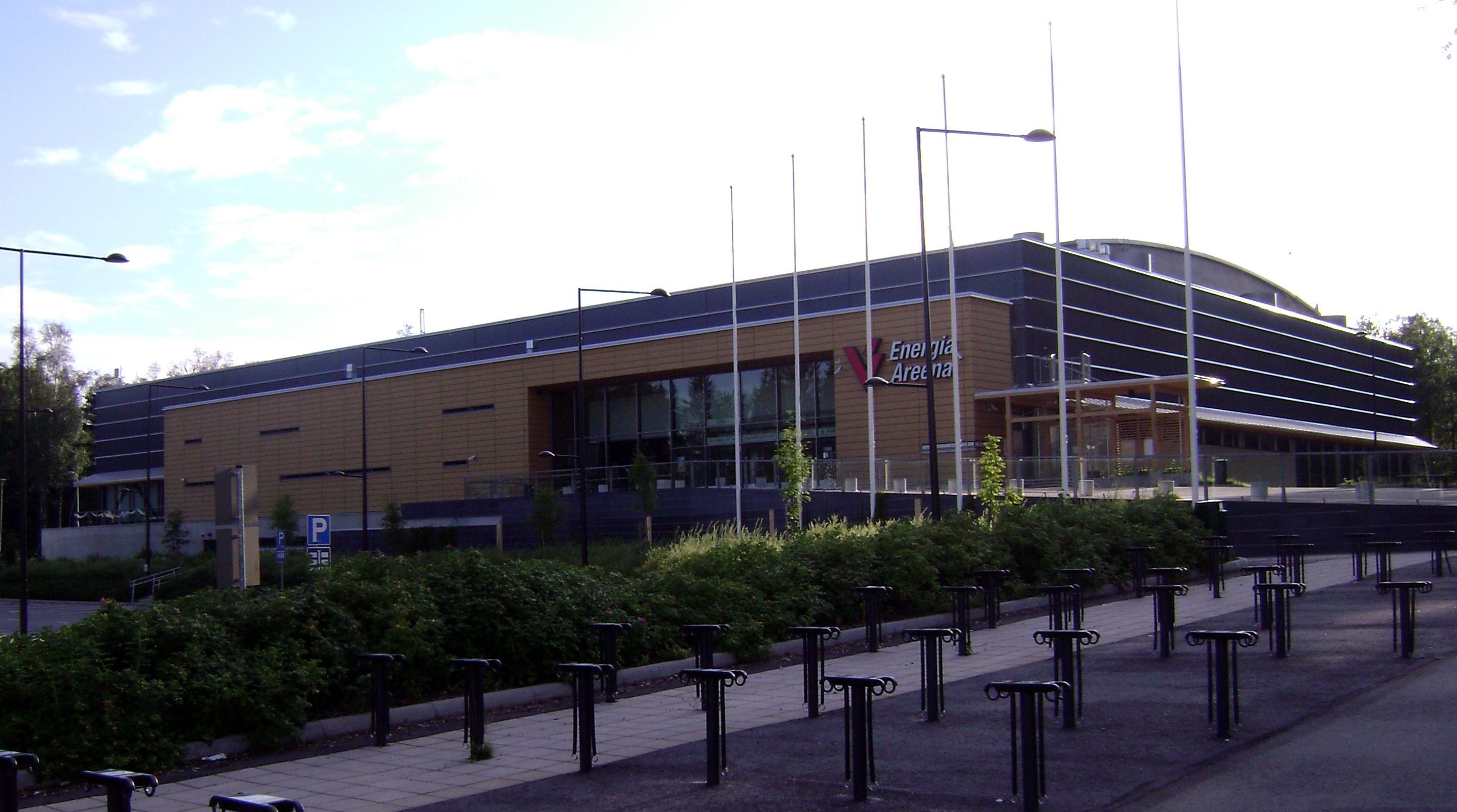
Matcharenan Energia-areena i Vanda

Följande åtta länder var direktkvalificerade:
- Finland
- Lettland
- Norge
- Ryssland
- Schweiz
- Sverige
- Tjeckien
- Tyskland

I februari 2010 spelades det kval om de resterande åtta platserna.
- Europa hade ytterligare fyra platser att kvala om. [1][2]
- Asien/Oceanien hade tre platser att kvala om.[3]
- Nordamerika hade en plats att kvala om.[4]

Följande åtta länder kvalificerade sig efter kvalspelet:
- Australien
- Danmark
- Estland
- Italien
- Japan
- Kanada
- Polen
- Singapore

## Gruppspel

### Grupp A
Not: S = Spelade matcher, V = Vinster, O = Oavgjorda matcher, F = Förluster, GM = Gjorda mål, IM = Insläppta mål, MS = Målskillnad, P = Poäng
| Lag      | S | V | O | F | GM | IM | MS  | P |
| -------- | - | - | - | - | -- | -- | --- | - |
| Finland  | 3 | 3 | 0 | 0 | 36 | 5  | +31 | 6 |
| Ryssland | 3 | 2 | 0 | 1 | 17 | 23 | −6  | 4 |
| Kanada   | 3 | 1 | 0 | 2 | 14 | 27 | −13 | 2 |
| Danmark  | 3 | 0 | 0 | 3 | 8  | 20 | −12 | 0 |

| 4 december 2010 | Kanada - Ryssland  | 6 - 9  | (0-4,3-3,3-2) | Matchrapport |
| 4 december 2010 | Finland - Danmark  | 8 - 1  | (2-0,4-1,2-0) | Matchrapport |
| 5 december 2010 | Finland - Kanada   | 14 - 2 | (4-0,4-0,6-2) | Matchrapport |
| 5 december 2010 | Danmark - Ryssland | 3 - 6  | (1-2,0-2,2-2) | Matchrapport |
| 7 december 2010 | Kanada - Danmark   | 6 - 4  | (3-1,3-1,0-2) | Matchrapport |
| 7 december 2010 | Ryssland - Finland | 2 - 14 | (2-5,0-2,0-7) | Matchrapport |

### Grupp B
Not: S = Spelade matcher, V = Vinster, O = Oavgjorda matcher, F = Förluster, GM = Gjorda mål, IM = Insläppta mål, MS = Målskillnad, P = Poäng
| Lag       | S | V | O | F | GM | IM | MS  | P |
| --------- | - | - | - | - | -- | -- | --- | - |
| Schweiz   | 3 | 3 | 0 | 0 | 55 | 4  | +51 | 6 |
| Lettland  | 3 | 2 | 0 | 1 | 35 | 7  | +28 | 4 |
| Polen     | 3 | 1 | 0 | 2 | 12 | 22 | −10 | 2 |
| Singapore | 3 | 0 | 0 | 3 | 5  | 74 | −69 | 0 |

| 4 december 2010 | Lettland - Schweiz   | 2 - 6  | (1-3,0-1,1-2)    | Matchrapport |
| 4 december 2010 | Singapore - Polen    | 4 - 10 | (1-4,2-2,1-4)    | Matchrapport |
| 6 december 2010 | Polen - Schweiz      | 2 - 12 | (0-3,1-4,1-5)    | Matchrapport |
| 6 december 2010 | Singapore - Lettland | 1 - 27 | (1-15,1-5,0-7)   | Matchrapport |
| 7 december 2010 | Lettland - Polen     | 6 - 0  | (2-0,1-0,3-0)    | Matchrapport |
| 7 december 2010 | Schweiz - Singapore  | 37 - 0 | (13-0,13-0,11-0) | Matchrapport |

### Grupp C
Not: S = Spelade matcher, V = Vinster, O = Oavgjorda matcher, F = Förluster, GM = Gjorda mål, IM = Insläppta mål, MS = Målskillnad, P = Poäng
| Lag        | S | V | O | F | GM | IM | MS  | P |
| ---------- | - | - | - | - | -- | -- | --- | - |
| Sverige    | 3 | 3 | 0 | 0 | 81 | 3  | +78 | 6 |
| Estland    | 3 | 2 | 0 | 1 | 25 | 28 | −3  | 4 |
| Tyskland   | 3 | 1 | 0 | 2 | 16 | 30 | −14 | 2 |
| Australien | 3 | 0 | 0 | 3 | 8  | 69 | −61 | 0 |

| 4 december 2010 | Estland - Sverige     | 1 - 21 | (0-6,1-8,0-7)    | Matchrapport |
| 4 december 2010 | Tyskland - Australien | 12 - 3 | (5-1,2-1,5-1)    | Matchrapport |
| 5 december 2010 | Estland - Tyskland    | 6 - 3  | (4-2,1-0,1-1)    | Matchrapport |
| 5 december 2010 | Sverige - Australien  | 39 - 1 | (11-1,14-0,14-0) | Matchrapport |
| 7 december 2010 | Australien - Estland  | 4 - 18 | (0-9,2-5,2-4)    | Matchrapport |
| 7 december 2010 | Tyskland - Sverige    | 1 - 21 | (0-6,1-6,0-9)    | Matchrapport |

### Grupp D
Not: S = Spelade matcher, V = Vinster, O = Oavgjorda matcher, F = Förluster, GM = Gjorda mål, IM = Insläppta mål, MS = Målskillnad, P = Poäng
| Lag      | S | V | O | F | GM | IM | MS  | P |
| -------- | - | - | - | - | -- | -- | --- | - |
| Tjeckien | 3 | 2 | 1 | 0 | 45 | 5  | +40 | 5 |
| Norge    | 3 | 2 | 1 | 0 | 34 | 7  | +27 | 5 |
| Italien  | 3 | 1 | 0 | 2 | 5  | 29 | −24 | 2 |
| Japan    | 3 | 0 | 0 | 3 | 3  | 46 | −43 | 0 |

| I första hand avgör inbördes möte placering när två lag hamnar på samma poäng, i andra hand målskillnad. |

| 4 december 2010 | Italien - Tjeckien | 0 - 16 | (0-4,0-6,0-6)   | Matchrapport |
| 4 december 2010 | Norge - Japan      | 18 - 1 | (7-0,8-0,3-1)   | Matchrapport |
| 5 december 2010 | Norge - Italien    | 12 - 2 | (4-1, 5-0, 3-1) | Matchrapport |
| 5 december 2010 | Japan - Tjeckien   | 1 - 25 | (0-3,1-14,0-8)  | Matchrapport |
| 6 december 2010 | Italien - Japan    | 3 - 1  | (1-1,2-0,0-0)   | Matchrapport |
| 6 december 2010 | Tjeckien - Norge   | 4 - 4  | (2-0,0-1,2-3)   | Matchrapport |

## Placeringsmatcher
| Datum           | Spel om plats 13-16 | Resultat | Periodsiffror  | Matchrapport |
| --------------- | ------------------- | -------- | -------------- | ------------ |
| 8 december 2010 | Danmark - Singapore | 24 - 1   | (11-1,4-0,9-0) | Matchrapport |

| Datum           | Spel om plats 13-16 | Resultat | Periodsiffror | Matchrapport |
| --------------- | ------------------- | -------- | ------------- | ------------ |
| 8 december 2010 | Australien - Japan  | 3 - 2    | (0-2,2-0,1-0) | Matchrapport |

| Datum           | Spel om plats 9-12 | Resultat | Periodsiffror | Matchrapport |
| --------------- | ------------------ | -------- | ------------- | ------------ |
| 8 december 2010 | Kanada - Polen     | 4 - 9    | (1-4,0-3,3-2) | Matchrapport |

| Datum           | Spel om plats 9-12 | Resultat | Periodsiffror | Matchrapport |
| --------------- | ------------------ | -------- | ------------- | ------------ |
| 8 december 2010 | Tyskland - Italien | 8 - 4    | (3-0,2-3,3-1) | Matchrapport |

| Datum           | Spel om plats 15-16 | Resultat | Periodsiffror | Matchrapport |
| --------------- | ------------------- | -------- | ------------- | ------------ |
| 9 december 2010 | Singapore - Japan   | 6 - 8    | (5-2,0-2,1-4) | Matchrapport |

| Datum           | Spel om plats 13-14  | Resultat | Periodsiffror | Matchrapport |
| --------------- | -------------------- | -------- | ------------- | ------------ |
| 9 december 2010 | Danmark - Australien | 13 - 4   | (3-2,3-1,7-1) | Matchrapport |

| Datum           | Spel om plats 11-12 | Resultat | Periodsiffror | Matchrapport |
| --------------- | ------------------- | -------- | ------------- | ------------ |
| 9 december 2010 | Kanada - Italien    | 7 - 4    | (4-3,1-0,2-1) | Matchrapport |

| Datum           | Spel om plats 9-10 | Resultat        | Periodsiffror     | Matchrapport |
| --------------- | ------------------ | --------------- | ----------------- | ------------ |
| 9 december 2010 | Polen - Tyskland   | 6 - 5 eft.förl. | (1-1,1-2,3-2,1-0) | Matchrapport |

| Datum            | Spel om plats 5-8  | Resultat | Periodsiffror | Matchrapport |
| ---------------- | ------------------ | -------- | ------------- | ------------ |
| 10 december 2010 | Lettland - Estland | 8 - 1    | (2-1,2-0,4-0) | Matchrapport |

| Datum            | Spel om plats 5-8 | Resultat | Periodsiffror | Matchrapport |
| ---------------- | ----------------- | -------- | ------------- | ------------ |
| 10 december 2010 | Norge - Ryssland  | 11 - 6   | (4-2,2-1,5-3) | Matchrapport |

| Datum            | Spel om plats 7-8  | Resultat | Periodsiffror | Matchrapport |
| ---------------- | ------------------ | -------- | ------------- | ------------ |
| 11 december 2010 | Estland - Ryssland | x - x    |               |              |

| Datum            | Spel om plats 5-6 | Resultat      | Periodsiffror     | Matchrapport |
| ---------------- | ----------------- | ------------- | ----------------- | ------------ |
| 11 december 2010 | Lettland - Norge  | 6 - 5 ef.förl | (1-2,2-1,2-2,1-0) | Matchrapport |

## Slutspel
| Datum           | Kvartsfinal 4      | Resultat       | Periodsiffror         | Matchrapport |
| --------------- | ------------------ | -------------- | --------------------- | ------------ |
| 8 december 2010 | Tjeckien - Estland | 3 - 2 eft.str. | (0-1,1-0,1-1,0-0,1-0) | Matchrapport |

| Datum           | Kvartsfinal 1      | Resultat | Periodsiffror | Matchrapport |
| --------------- | ------------------ | -------- | ------------- | ------------ |
| 8 december 2010 | Finland - Lettland | 12 - 2   | (2-1,6-1,4-0) | Matchrapport |

| Datum           | Kvartsfinal 2   | Resultat | Periodsiffror | Matchrapport |
| --------------- | --------------- | -------- | ------------- | ------------ |
| 9 december 2010 | Sverige - Norge | 10 - 1   | (2-1,4-0,4-0) | Matchrapport |

| Datum           | Kvarsfinal 3       | Resultat | Periodsiffror | Matchrapport |
| --------------- | ------------------ | -------- | ------------- | ------------ |
| 9 december 2010 | Schweiz - Ryssland | 9 - 2    | (2-0,2-0,5-2) | Matchrapport |

| Datum            | Semifinal 2       | Resultat | Periodsiffror | Matchrapport |
| ---------------- | ----------------- | -------- | ------------- | ------------ |
| 10 december 2010 | Sverige - Schweiz | 3 - 2    | (1-1,1-0,1-1) | Matchrapport |

| Datum            | Semifinal 1        | Resultat | Periodsiffror | Matchrapport |
| ---------------- | ------------------ | -------- | ------------- | ------------ |
| 10 december 2010 | Finland - Tjeckien | 6 - 1    | (0-1,2-0,4-0) | Matchrapport |

| Datum            | Bronsmatch         | Resultat | Periodsiffror | Matchrapport |
| ---------------- | ------------------ | -------- | ------------- | ------------ |
| 11 december 2010 | Tjeckien - Schweiz | 9 - 3    | (0-0,4-2,5-1) | Matchrapport |

| Datum            | FINAL             | Resultat | Periodsiffror | Matchrapport |
| ---------------- | ----------------- | -------- | ------------- | ------------ |
| 11 december 2010 | Finland - Sverige | 6 - 2    | (2-0,1-1,3-1) | Matchrapport |

### Matchfakta finalen
Första Perioden
1-0 (05:19) Mika Kohonen (Tero Tiitu) 

2-0 (06:15) Mikael Järvi (ingen assist)
Andra Perioden
2-1 (27:39) Kim Nilsson (Karl-Johan Nilsson) 

3-1 (34:55) Mika Kohonen (Jouni Vehkaoja)
Tredje Perioden
4-1 (42:31) Rickie Hyvärinen (Mika Savolainen) 

5-1 (45:11) Mikko Kohonen (Harri Forsten) 

5-2 (52:34) Rasmus Sundstedt (Magnus Svensson) 

6-2 (58:43) Lassi Vänttinen (Rickie Hyvärinen)
Publik: 13.276
| Världsmästare: Finland (andra titel) |

## Poängligan
Not: SM = Spelade matcher, M = Mål, A = Assist, Pts = Poäng
| Spelare  | Spelare           | SM | M  | A  | Pts |
| -------- | ----------------- | -- | -- | -- | --- |
| Schweiz  | Matthias Hofbauer | 6  | 12 | 8  | 20  |
| Sverige  | Rasmus Sundstedt  | 6  | 8  | 9  | 17  |
| Lettland | Atis Blinds       | 6  | 11 | 5  | 16  |
| Finland  | Tero Tiitu        | 6  | 10 | 6  | 16  |
| Sverige  | Joel Kanebjörk    | 6  | 9  | 7  | 16  |
| Finland  | Mika Kohonen      | 6  | 9  | 7  | 16  |
| Sverige  | Henrik Stenberg   | 6  | 9  | 7  | 16  |
| Schweiz  | Emanuel Antener   | 6  | 3  | 13 | 16  |
| Schweiz  | Joel Krähenbühl   | 6  | 7  | 8  | 15  |
| Lettland | Janis Jansons     | 6  | 8  | 6  | 14  |

## Slutställning
| Innebandy-VM 2010 | Innebandy-VM 2010 |
| ----------------- | ----------------- |
| Guld              | Finland           |
| Silver            | Sverige           |
| Brons             | Tjeckien          |
| 4.                | Schweiz           |
| 5.                | Lettland          |
| 6.                | Norge             |
| 7.                | Estland           |
| 8.                | Ryssland          |
| 9.                | Polen             |
| 10.               | Tyskland          |
| 11.               | Kanada            |
| 12.               | Italien           |
| 13.               | Danmark           |
| 14.               | Australien        |
| 15.               | Japan             |
| 16.               | Singapore         |